# Saint-Gengoulph
 Saint-Gengoulph  là một xã ở tỉnh Aisne, vùng Hauts-de-France thuộc miền bắc nước Pháp.